# メリボエア (小惑星)
メリボエア (137 Meliboea) は小惑星帯に位置する大きくて暗いC型小惑星。メリボエア族というかなり小規模な小惑星族の中で最大の小惑星である。1874年4月21日にオーストリアの天文学者ヨハン・パリサにより発見され、ギリシア神話に登場する2人のメリボエアのいずれかにちなみ命名された。